# Црква Сабора Светих Апостола у Апатину
Православна црква Сабора Светих Апостола налази се у Апатину уз градско шеталиште на самој обали Дунава. Овај најпрепознатљивији визуелни репер дунавске панораме Апатина, први је православни храм на току Дунава кроз Србију. Налази се на оном делу Дунава који представља средишњу тачку његовог тока, рачунајући од извора до ушћа и поздравља све људе који улазе или излазе Дунавом из наше земље према централној Европи.
Градња храма започета је доласком првог православног пароха Душана Нишевића 1998. године према пројекту нашег архитекте Пеђе Ристића. Он је пројектовао и парохијски дом храма у моравском стилу. Храм је пројектован у духу старе српске традиције и српско-византијског стила. Уз пригодан црквени обред темељи будућег храма су освештани 13. јула 1998. године. Епископ бачки др. Иринеј Буловић положио је камен темељац донет из манастира Студеница а том приликом је у темељ храма положена и свечана повеља. Храм је изграђен од апатинске силикатне опеке и осликан прелепим фрескама мајстора фреско-сликарства. Уговором о извођењу грађевинских радова, закљученог између Српске православне црквене општине Апатин и предузећа „Рапид“ Апатин, које је, такође, прихватило и функцију ктитора, остварен је и последњи услов за почетак реализације историјског пројекта - израдња православног храма на подручју града Апатина. Фаза грађевинских радова интензивно се одвијала да би финалним захватима на фасади током 2002. године, ова етапа изградње храма била завршена. Током грађевинских радова на храму су 14. октобра 1999. постављена три звона (велико, средње и мало), а након тога, 13. јула 2000. године, на куполе су инсталирани крстови (један велики на средњу и два мања на бочне куполе). До подножја средњег крста висина храма износи 23 метра, дужина 26,60 м, најшири део 17,50 м, док је његова укупна површина 264 м².
Унутрашњу диспозицију храма чини олтарски простор (на источном делу), наос и предње одељење кроз које се улази са западне стране. Са леве и десне стране од улаза, налази се по једна капела (лева је посвећена Светом арханђелу Михајлу, а десна Светом Николи), док се на западном, северном и јужном делу налазе галерије које имају функцију певница. Уз полукружно конструисану апсиду, прислоњене су три лепезасто распоређене нише засведене конхама.
Након грађевинских, радови су настављени у ентеријеру овог, по димензијама и архитектонском решењу, импозантног сакралног објекта. На првом осликавању најстаријом и најтрајнијом фреско техником (осликавање ентеријера започето је 2002. године), били су ангажовани фреско сликари и конзерватори из Ужица, Јелена Гускић-Петровић и Горан Јовић, да би се овај захтеван и мукотрпан посао, следећих година, наставио Горан Јовић са супругом Наташом. Фрескописац Горан Јовић је ангажован на завршним радовима у вези осликавања преосталих неосликаних површина.
Изнад главног портала урађена је фреска у лунети која представља Христа у средини, са чије се леве и десне стране налазе фигуре по шест апостола (Христ и 12 апостола).
Иконостас, дело свештеника Милана Малинића из Крагујевца, постављен је у јесен 2003. године, док је одлуком Црквеног одбора Српске православне општине Апатин, на осликавању икона за иконостас, ангажована Вероника Ђукановић из Београда, која је успешно реализовала овај пројекат.
Храм Сабор Светих Апостола, једно од најлепших и најмонументалнијих здања црквене архитектуре у Србији је, 23. новембра 2008. године, освештан у оквиру Свете архијерејске литургије коју је предводио епископ жички Хризостом, уз саслужење епископа: врањанског Пахомија, шумадијског Јована, бачког Иринеја и јегарског Порфирија.
За славу апатинског Храма одређен је Павловдан који се прославља 13. јула. Српска православна црква је овај дан одредила за саборни празник свих 12 апостола, иако сваки од њих има свој засебни дан празновања.
Храм је место које сваки посетилац Апатина мора да обиђе и доживи то јединствено искуство које пружа поглед на ову светињу, као и реку Дунав. Посебну чар ово место добија ноћу када је црква осветљена.

## Галерија
- Поглед на храм са Дунава, новембар 2002. године
- Поглед на храм са Дунава, мај 2004. године
- Храм Сабор Светих Апостола, март 2005. године
- Поглед на храм и Дунав, мај 2007. године
- Храм Сабор Светих Апостола, новембар 2007. године
- Поглед на храм са Дунава, март 2008. године
- Поглед на храм и Дунав, април 2008. године
- Храм Сабор Светих Апостола, децембар 2009. године
- Храм Сабор Светих Апостола, новембар 2010. године
- Храм током изградње обалоутврде, јануар 2011. године
- Поглед на храм са Дунава ноћу, октобар 2011. године
- Храм Сабор Светих Апостола, децембар 2011. године
- Храм зими, фебруар 2012. године
- Поглед на храм са Дунава, април 2012. године
- Храм, пристан и скулптура Ања, мај 2012. године
- Поглед на храм са Дунава, новембар 2012. године
- Храм Сабор Светих Апостола зими, децембар 2012. године
- Поглед на храм са Дунава, јун 2013. године
- Храм при високом водостају Дунава, јун 2013. године
- Поглед на храм са Дунава, јул 2015. године
- Поглед на храм са Дунава, јануар 2016. године
- Храм ноћу, децембар 2016. године
- Храм док пада снег, јануар 2017. године
- Поглед на храм и Дунав, септембар 2019. године
- Поглед на североисточну страну храма ноћу, децембар 2019. године
- Поглед на храм са Дунава ноћу, јануар 2020. године
- Поглед на храм са Дунава ноћу, јун 2020. године
- Унутрашњост храма Сабор Светих Апостола, децембар 2019.године
- Икона Мајке Божије
- Иконостас Храма Сабор Светих Апостола
- Унутрашњост храма
- Унутрашњост храма
- Унутрашњост храма
- Унутрашњост храма
- Унутрашњост храма
- Унутрашњост храма
- Унутрашњост храма
- Унутрашњост храма